# Segunda investidura presidencial de Daniel Ortega
La Segunda Investidura presidencial de Daniel Ortega , se refiere a la toma de posesión del nuevo presidente electo en la ciudad de Managua el 10 de enero de 2007 para el período de 2007-2012. Esta investidura significó el regreso del sandinismo al poder en Nicaragua tras 17 años.

## Toma de posesión
La toma de posesión se celebró a las cinco y media de la tarde, debido a un retraso con la programación debido a la llegada tardía del presidente venezolano Hugo Chávez, quien también tomaba posesión de su cargo para otro mandato ese mismo día.
Daniel Ortega recibió la Banda Presidencial de manos del presidente de la Asamblea Nacional, René Núñez acompañado con el presidente saliente Enrique Bolaños Geyer. El acto oficial se realizó en la plaza de los No Alineados «Omar Torrijos» con las representaciones de las autoridades nacionales e internacionales. Seguidamente, ya como Presidente de la República, se dirigió a la Plaza de la Fe, a orillas del Lago de Managua, donde le esperaban más de 300.000 simpatizantes para realizar su primer acto público como presidente.
Daniel Ortega rompió con el protocolo de acudir vestido en traje y corbata, en cambio recibió la banda presidencial con su acostumbrada vestimenta, la misma que había utilizado durante la campaña, de camisa blanca y pantalón negro. Una vez jurado el cargo, las primeras acciones del nuevo mandatario fueron las de juramentar a su Gabinete, jefe de las Fuerzas Armadas y de la Policía Nacional y crear la Medalla por la Unidad Latinoamericana «Nicaragua Libre». Esta medalla fue entregada a cada uno de los mandatarios que asistieron al acto de investidura por jóvenes vestidas con trajes típicos nicaragüenses y que bailaban al compás de La Mora Limpia. Por una mala organización las jóvenes encargadas de condecorar a los presidentes, pusieron las medallas en el cuello de dos personas que no eran jefes de Estado latinoamericanos, lo cual dejó sin medalla al presidente venezolano, Hugo Chávez y al presidente mexicano, Felipe Calderón. La embajadora mexicana, Columba Calvo inmediatamente solicitó una explicación a la primera dama Rosario Murillo. Murillo debió extender el baile de las jóvenes y buscar las medallas que hacían falta para luego imponerlas a Calderón y Chávez como correspondía.

## Delegaciones internacionales

### Jefes de Estado y de Gobierno
- Evo Morales, presidente de Bolivia.
- Said Musa, primer ministro de Belice.
- Álvaro Uribe, presidente de Colombia.
- Óscar Arias Sánchez, presidente de Costa Rica.
- Felipe de Borbón, príncipe heredero de España.
- Rafael Correa, presidente electo de Ecuador.
- René Préval, presidente de Haití.
- Manuel Zelaya, presidente de Honduras.
- Elías Antonio Saca, presidente de El Salvador.
- Óscar Berger, presidente de Guatemala.
- Felipe Calderón, presidente de México.
- Martín Torrijos, presidente de Panamá.
- Leonel Fernandéz, presidente de la República Dominicana.
- Chen Shui-bian, presidente de la República de China.[5]
- Hugo Chávez, presidente de Venezuela.

### Representantes
- José Ramón Machado Ventura, vicepresidente de Cuba.
- Mike Leavitt, Secretario de Salud y Servicios Humanos de Estados Unidos.